# Cottus hangiongensis
Cottus hangiongensis är en fiskart som beskrevs av Mori, 1930. Cottus hangiongensis ingår i släktet Cottus och familjen simpor. Inga underarter finns listade i Catalogue of Life.